# Es wird schon wieder besser
Es wird schon wieder besser ist ein deutscher Spielfilm von Kurt Gerron aus dem Jahre 1932.
Über den Verbleib des Films gibt es keine Informationen. Der Film und alle Kopien gelten als verschollen.

## Handlung
Der arbeitslose Ingenieur Fred (Heinz Rühmann) hat einen Vorstellungstermin bei den Ringler-Automobilwerken und muss gleichzeitig vor Gericht den Offenbarungseid leisten. Sein Freund Willi übernimmt den Gerichtstermin an seiner Stelle, wird aber auf Bestreben von Justizrat Feldacker, Berlins bekanntestem Anwalt, sofort verhaftet. Derweil muss auch Edith (Dolly Haas), des Automobilherstellers temperamentvolles Töchterlein, vor Gericht erscheinen und wird wegen wiederholten Verstoßes gegen die Verkehrsvorschriften zu einer Bewährungsstrafe verurteilt. Wütend braust sie mit Feldacker im Sportwagen davon und fährt dabei Fred über den Haufen. Obwohl es Fred bald schon wieder gut geht, täuscht er, um sich an Feldacker zu rächen, vor, sein Gedächtnis verloren zu haben. Inzwischen finden Edith und Fred Gefallen aneinander und finden auch eine Lösung, um Ediths neuerliche Verwicklung in einen Verkehrsunfall zu vertuschen: Fred muss vor Gericht nicht aussagen, wenn – er mit der Angeklagten verheiratet ist.

## Hintergrund
Die Uraufführung des Films fand am 6. Februar 1932 im Berliner Gloria-Palast statt.